# Girolamo Costantini
Girolamo Costantini (Belluno, 1º maggio 1815 – Venezia, 23 marzo 1880) è stato un politico italiano.
Uomo di cultura e di molteplici interessi, lega il suo nome a Ceneda, dove a metà dell'Ottocento costruisce Villa Costantini, una grandiosa villa veneta, dotata di numerosi annessi e di un vasto parco.